# Olhavanjoki
Olhavanjoki är ett vattendrag i landskapet Norra Österbotten, som rinner ut i Bottenviken vid Olhava i Ijo kommun. Den avvattnar därmed det lilla Olhavanjokis huvudavrinningsområde, med främst sjön Kaihuanjärvi. Ån delar sig bl.a runt öarna Kynkäänsaaret.